# オフリド
オフリド（Ohrid、マケドニア語:Охрид）は、北マケドニア共和国西部にある都市。バルカン半島の大湖オフリド湖のほとりにある。かつては市内に365もの教会があり、マケドニアのエルサレムと呼ばれた時代があった。10世紀末から11世紀にかけて、ブルガリア帝国の首都であった。このため大主教座が置かれ、現在でもマケドニア正教会の大主教座が置かれている。1979年から1980年にかけて、オフリドとオフリド湖はともに「オフリド地域の自然・文化遺産」の名でUNESCOの世界遺産リストに登録された。

## 市名
マケドニア語とその他の南スラヴ語での市名はオフリド（Охрид）という。アルバニア語での市名はオハル（Ohër、不定名詞）またはオフリ（Ohri、定名詞）である。歴史的な名前としては、ディアッサリテス（Dyassarites）、ラテン語のリクニドゥス（Lychnidus）またはギリシャ語名リクニドス（Lychnidos，Λύχνιδος）、オクリダ（Ochrida、ΟχρίδαまたはΩχρίδα）とアクリダAchrida（Αχρίδα）、後者二つがいまだ現在の慣用となっている。

## 歴史
現代のオフリド市は、古代都市リュクニドス（Lychnidos）の後裔である。これは数件の東ローマ時代の文献、『町はリクニドスの大湖近くの高い丘の上にあり、その前はディアッサリテスと呼ばれていた町は、湖にちなみリクニス（Lychnis）といった。』と書かれていたことで立証されている。古代の町リクニドスの存在は、ギリシャ神話のフェニキア人カドモスとつながる。彼はテーバイの建国者であり、晩年にエンケレイス人の国へ逃れてオフリド湖のほとりにリクニドスの町を建設したという。 
古代にラクス・リュクニティス（Lacus Lychnitis）という名であったオフリド湖は、遠い古代に青くきわめて透明な水をたたえていたことからそのギリシャ語の名前がついた。中世には時にその古代の名前で呼ばれていたほどだった。町は古代ローマのエグナティア街道沿いにあり、アドリア海の港デュッラキウム（現在のドゥラス）とともにビザンティウムとつながっていた。おそらく、第一次ブルガリア帝国皇帝サムイルの要塞が建つ前に、町の丘の上に要塞があったとされる。考古学上の発掘成果（5世紀からあるポリコンホウス聖堂など）が、この地域で早くからキリスト教が受け入れられていたことを示している。リクニドスから来た司教は多数の公会議に加わっている。
ブルガリア人がリクニドス市を867年に征服した。オフリドという名前が初めて現れるのは879年である。990年から1015年の間、オフリドは第一次ブルガリア帝国の首都であり要塞であった。990年から1018年の間、オフリドはブルガリア総主教座が置かれていた。1018年に東ローマ帝国がオフリドを占領した後、ブルガリアの総主教座はオフリド大主教座へ格下げされ、コンスタンディヌーポリ総主教庁の権威の下に置かれた。

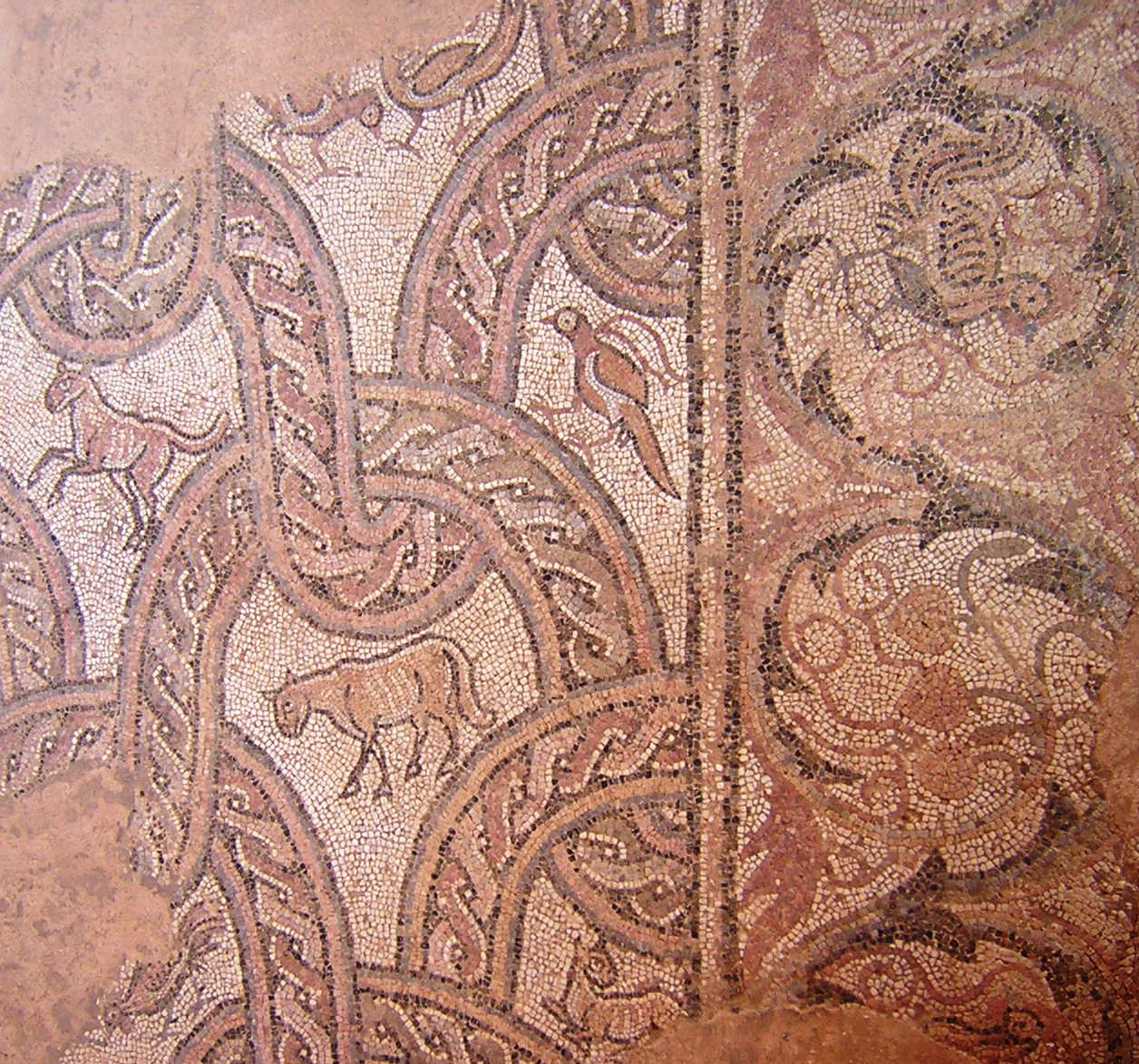
ポリコンホウス聖堂の床モザイク画

1018年以降、より位の高い聖職者はほとんどがいつも決まってギリシャ人であった。オスマン帝国支配時代もそれは変わらず、1767年に総主教座が廃止されるまでギリシャ人高位聖職者時代が続いた。16世紀初頭、オフリド総主教座はソフィア、ヴィディン、ワラキア、モルダヴィアの主教管区、かつてのペーチ総主教座の一部を下位に持つ頂点に達していた。イタリアにおける正教会管轄区域（アプリア、カラブリア、シチリア、ヴェネツィア、ダルマチア）ですら配下においていたのである。
主教座都市として、オフリドは重要な文化中心地だった。市内にある現存するほぼ全ての教会は、東ローマ時代とブルガリア帝国時代に建てられたもので、残りは中世後期に短期間セルビア支配を受けた時代に建てられたものである。
オフリドは、キリル文字の誕生した地らしいということが信じられている。オフリドの聖クリメントがおそらく考案し、聖キュリロスと聖メトディオスの兄弟がグラゴール文字を交替で考案したものを、クリメントがさらに革新させたのだとする。
アンティオキア公ボエモン1世と彼の率いるノルマン軍は1083年にオフリドを掌握した。13世紀と14世紀、オフリドはエピロス専制侯国、ブルガリア、東ローマ帝国、セルビア帝国と、支配者が次々と変わった。14世紀終わり頃、オフリドはオスマン帝国に占領され、1912年まで支配された。キリスト教徒人口は、トルコ支配最初の1世紀で衰えてしまった。1664年、市内にはキリスト教徒の家がわずか142軒しかなかった。この状況は、18世紀に入って改善された。オフリドが、主要通商路上の重要な貿易中心地として出てきたのである。18世紀終わり頃、およそ5,000人の住民がいた。18世紀終わり頃と19世紀初頭に向かい、オフリド地方はトルコ占領下の他ヨーロッパ諸国のように、社会的不安の温床であった。マフムド・パシャ・ブシャトリヤ（Mahmud Pasha Bushatlija）とジェラディン・ベグ（Djeladin Beg）のような半ば独立した封建領主らがオフリドを管理下に置き、中央政府に公然と反抗して、税支払いを拒否したり、自身の私兵にあてがう金として税金をとりたてた。19世紀終わり頃、オフリドには2,409軒の家があり、11,900人の人口があった。人口のうち45％はムスリムで、残りはほとんどが東方正教会信徒であった。1912年以前、オフリド（トルコ名オフリ、Ohri）は、モナスティル県にあるモナスティル（現在のビトラ）のサンジャク（県）を抑制する町区の中心であった。

## キリスト教会史

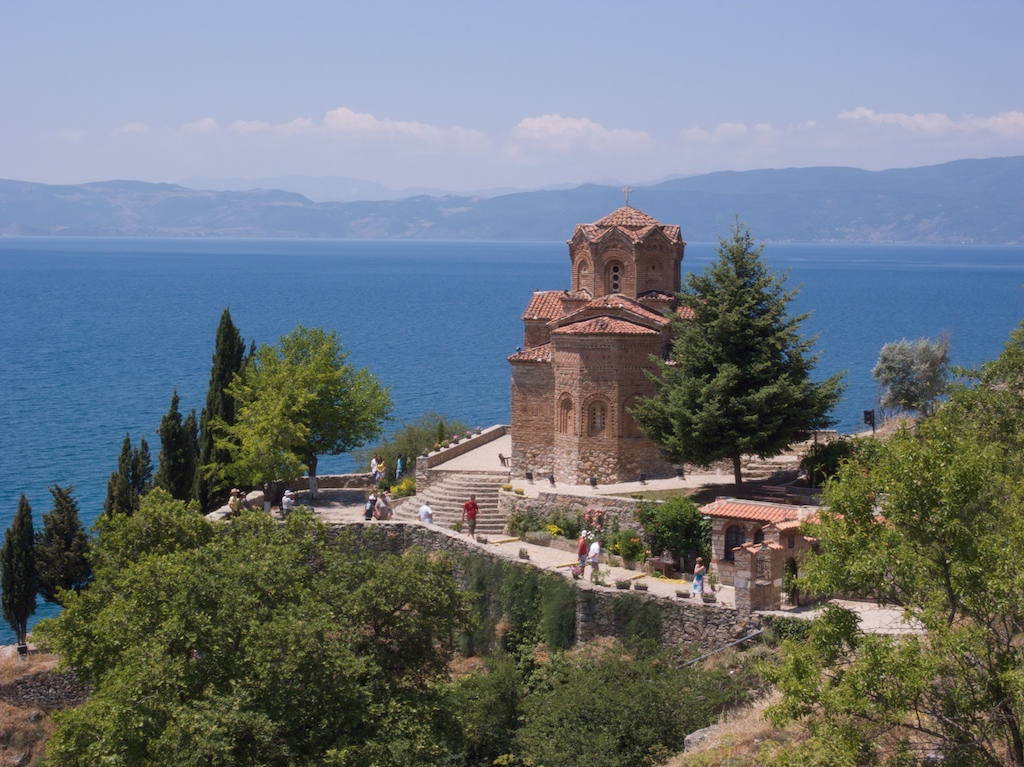
オフリド湖畔にたつ聖ヨヴァン・カネオ教会

最初に名前が知られた主教はゾシムス（433年頃）である。6世紀には、地震で破壊されたが（プロコピオス『秘史』より）、オフリド近隣で生まれたという東ローマ皇帝ユスティニアヌス1世によって再建された。ユスティニアヌスによって町はユスティニアナ・プリマと呼ばれたという（彼が建てた新しい都市のうち最も重要な都市として）。しかし歴史家デュシェーヌは、別のイリュリアの開拓された町スクピがこのユスティニアナ・プリマだと主張する（Les églises séparées, Paris, 1856年 240）。新たな都市がイリュリクム道の都となり、政治の便宜上、市はイリュリア、すなわち帝国の南部ドナウ地域（南部ハンガリー、ボスニア、セルビア、トランシルヴァニア、モルダヴィア、ワラキア）のキリスト教会中心地にされた。ユスティニアヌス1世は、ローマ教皇アガペトゥス1世かシルウェリウスからの十分な承認を、この処置に対してすぐに得ることはできなかった。キリスト教会の権限の侵害に加え、皇帝の行いは、イリュリア地方における教皇の使徒座の代理として、テッサロニキが古くから有していた権利を損なうものとなった。それにもかかわらず、新たな司教座は、教会の自主独立特権、またはキリスト教会の独立特権を主張し、事実上獲得したうえ、その長い変転の歴史を通じて、地位を保持し、あるいは保持しようと努めたのである。ユスティニアヌスから圧力を加えられた教皇ウィギリウスは、世俗領土の広範な管内におけるユスティニアヌス・プリマの府主教による総主教権の行使を認めた。しかし、教皇グレゴリウス1世は、ローマ教皇の主教座に対する他のイリュリア主教たちと同様に、ローマへ従属するものとして同地の府主教を扱ったのだった。

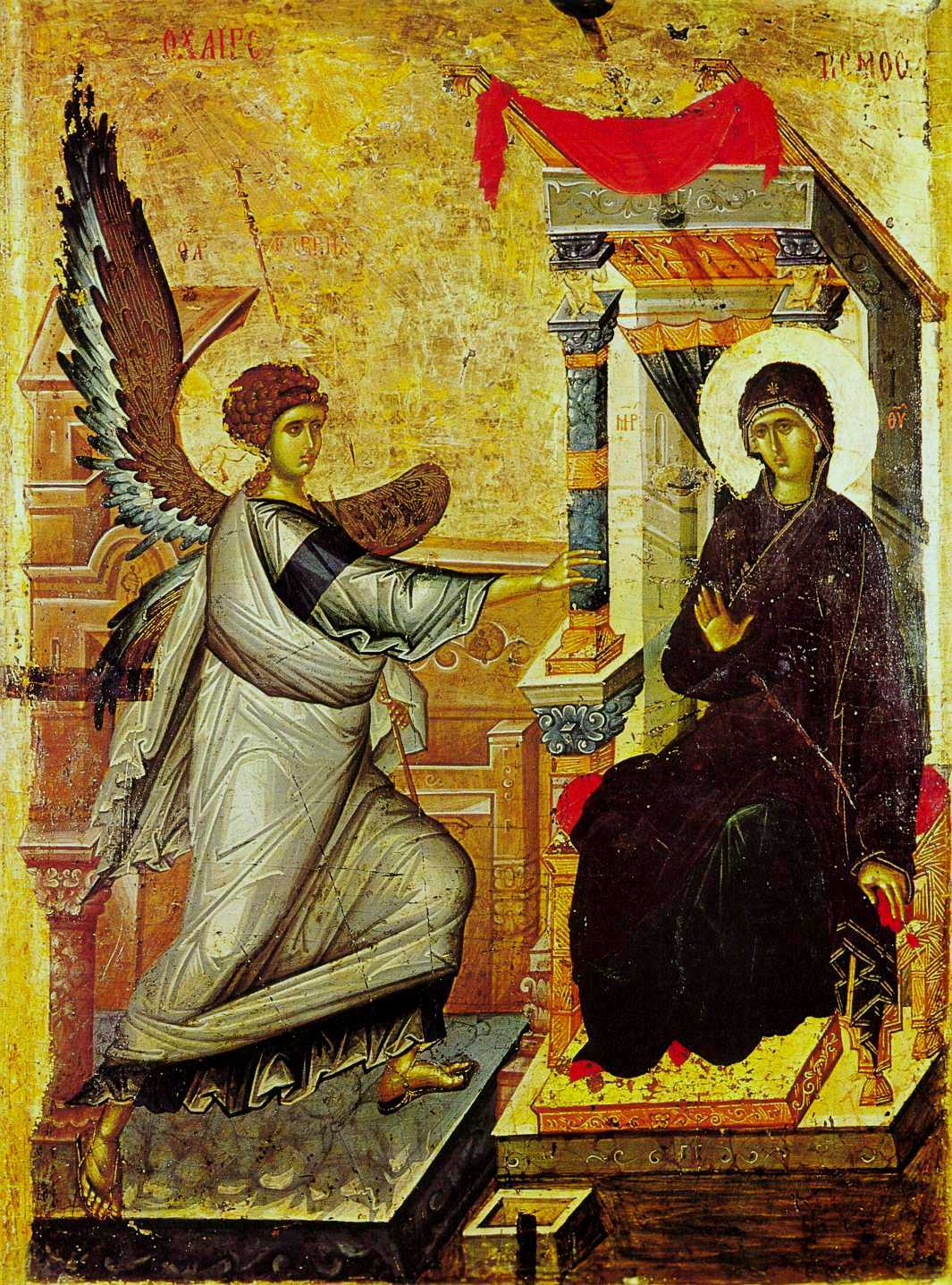
生神女福音を表したイコン。オフリドの聖クリメント・オクシリドスキ教会蔵

7世紀のアヴァール人とスラヴ人の侵入は、この古代の信仰・文明化中心地の荒廃をもたらし、2世紀にわたって府主教としての特性は停止状態になった。
しかしイリュリアにおいて新たにブルガリア人の改宗が進んだ後（864年）、主教座は、アクリダという名の下で再び卓越した地位を得ることとなった。ギリシャ人宣教師らがこの地域で最初にキリスト教教義を説いて回っていたが、ローマからも大司教が送られた。ブルガリア人が、キリスト教信条と規律における事柄の公的な導きと勧告を受けるようになったのもその頃である。ニコラウス1世 （在位:858年-867年）の書いたResponsa ad Consulta Bulgarorumは、それを示すものの一つであり、中世の教会法に関する文書のうち最も影響を及ぼしたものの一つとされる . しかし、ブルガリア王（クニャズ）ボリスはすぐにビザンティンの影響に感化された。第4コンスタンティノポリス公会議が869年に開催された際、ブルガリアは東ローマ帝国のコンスタンディヌーポリ総主教庁に編入され、870年にラテン人の宣教師らが追放された。それから東ローマ帝国の府主教がオフリドを管掌するようになった。オフリドはブルガリア皇帝サムイル時代に帝国の首都となった。10世紀には好戦的な支配者たちの遠征により利を得て、オフリドは東ローマ帝国に新たに含まれた領土の府主教座となった（拡大したマケドニア地方、テッサリア、トラキア）。ブルガリアがフォティオスの分離（ローマとコンスタンティノープル両教会の対立）において9世紀終わり頃からコンスタンティノープル側につくと、オフリドの主教座は西方教会と教皇の影響から脱した。
1018年にブルガリア帝国は東ローマ皇帝バシレイオス2世によって崩壊させられ、バシレイオス2世はオフリドとコンスタンティノープルとの関係をより緊密なものとした。ここにオフリドはブルガリアのオフリド府主教座となった。1053年、オフリド府主教レオン（en:Leo of Ohrid）は、ラテン教会に対抗してトラーニのヨハネへ、コンスタンティノープル総主教ミハイル・キルラリオスと同意の上回覧状を送った。1078年にオフリド府主教テオフュラクトスは、高名な中世ビザンティン聖書解釈者の一人であった。彼は自ら書いた文通において、オフリド主教座の伝統的独立性を主張した。コンスタンティノープル総主教は、コンスタンティノープルから独立した主教がブルガリアにおいて叙聖をする権限はないとテオフュラクトスは述べた。実際には、オフリドはこの時期にコンスタンティノープルやローマと交流を持つことは稀であった。しかしローマの司教座に対してのオフリドの感情は友好的というには遠く、14世紀にオフリド主教アンティモスは、父なる神と子から聖霊が発出するという説に反対する旨の記述を残していることがわかっている（フィリオケ問題参照）。こうした中、ラテン人宣教師たちが14世紀から15世紀にかけオフリドに現れた。その多くがフランシスコ会の聖職者で、彼らはこの地方でのローマ教会支配権の保護を任務としていた。13世紀、名の知られた裁判官デメトリオスがオフリド大主教となった。
コンスタンティノープル総主教サムイルは、オスマン帝国のスルタン・ムスタファ3世の依頼で、1767年に独立正教会としてのオフリド府主教座を廃止した。その権威の絶頂において、オフリド府主教座の権威の下には10の府主教座と6の主教座が数えられた。

## 主な建築物

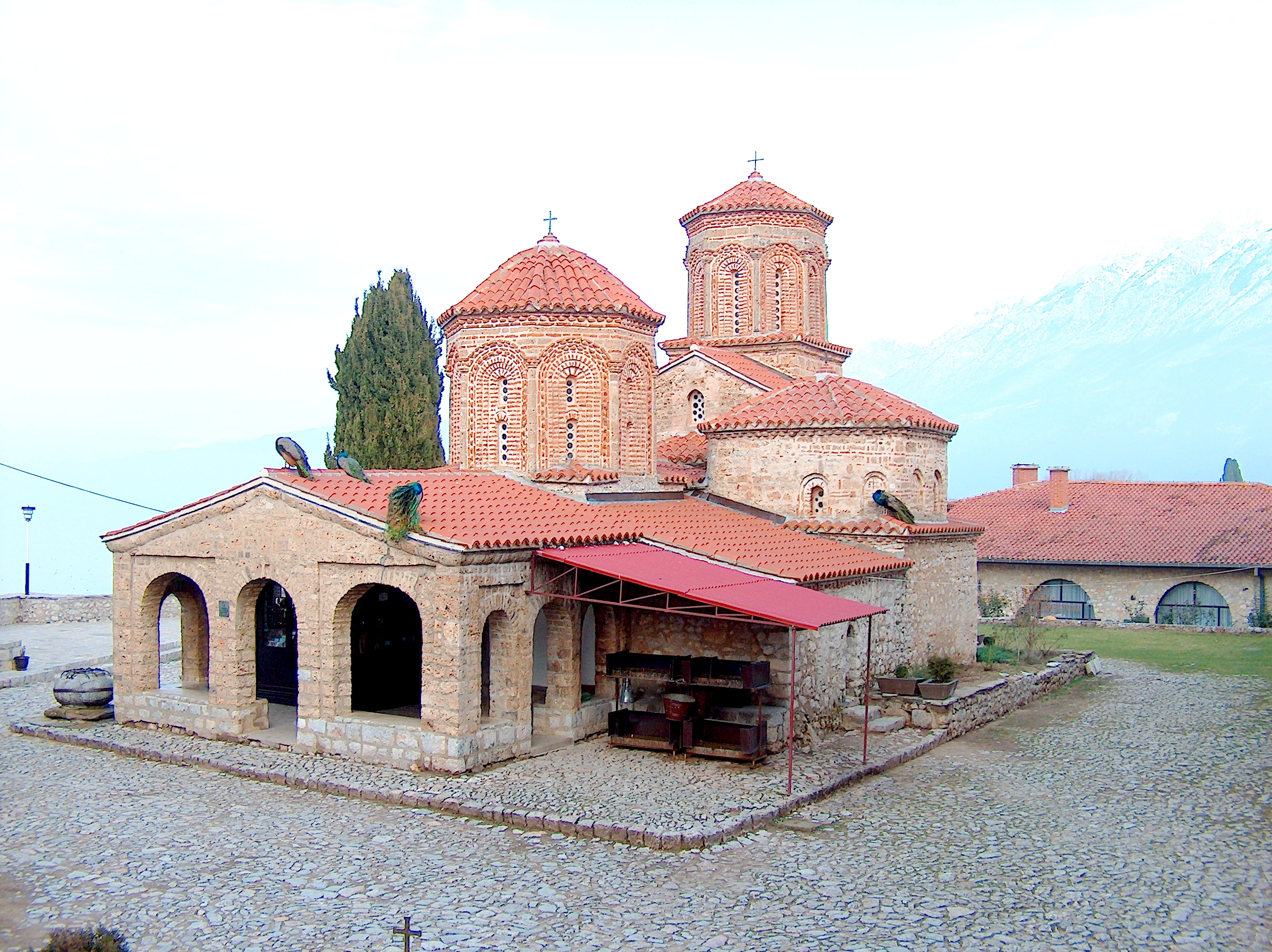
聖ナウム教会

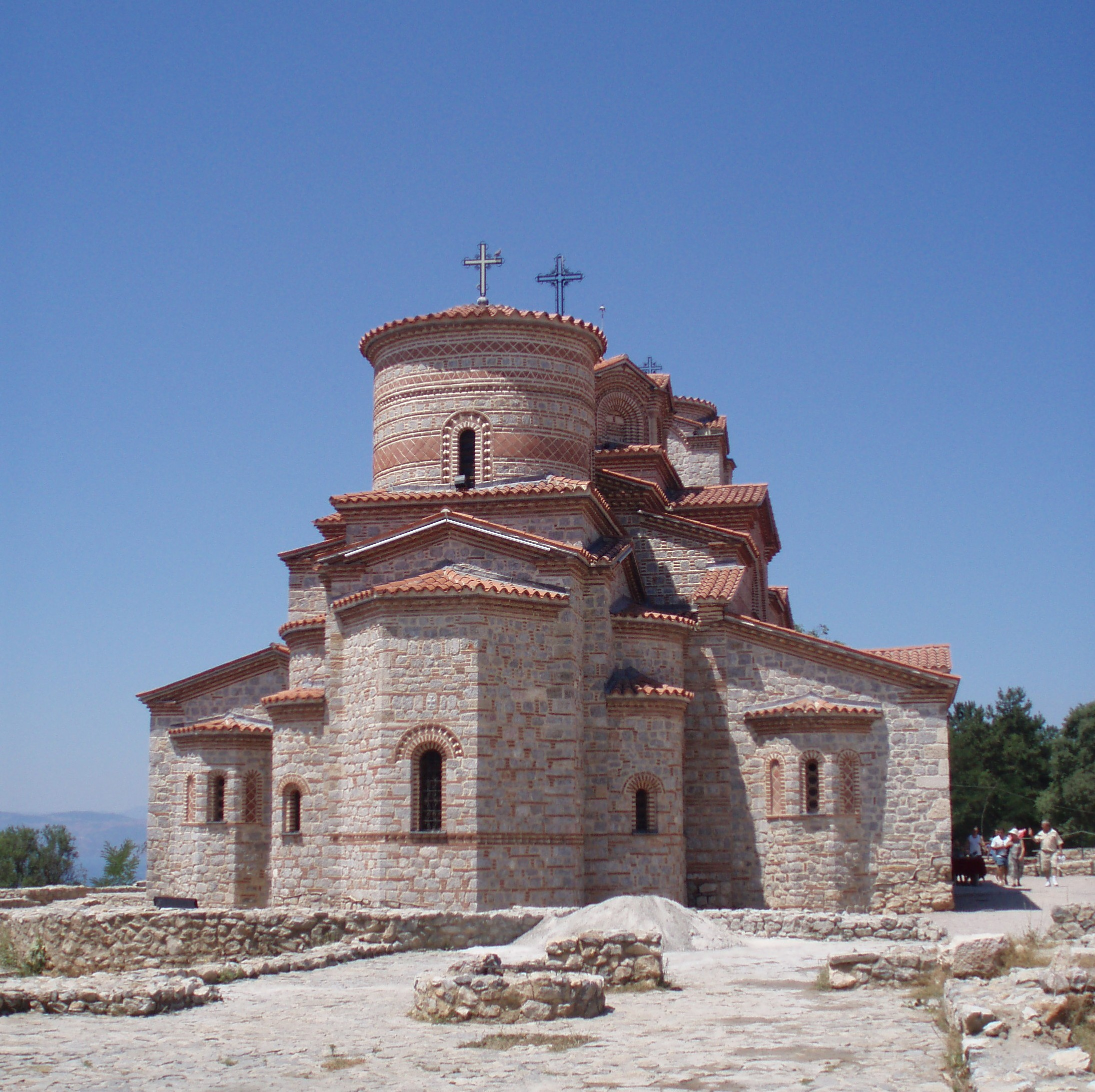
聖パンテレイモン教会

- 聖ソフィア教会（en:Church of St. Sophia）
- 聖パンテレイモン教会（Church of St. Panteleimon）
- 聖ヨヴァン・カネオ教会（en:Church of St. John at Kaneo）
- 聖クリメント教会（Church of St. Clement）
- 聖グリゴレ教会
- 聖ザウム教会（Church of St. Zaum）
- 聖ナウム教会（Church of St. Naum）
- 聖ペトカ教会
- 聖シュテファン教会
- 初期キリスト教時代からの聖堂遺跡群、4世紀の聖エラスムス聖堂など
- スラヴ記述文化博物館（18世紀）
- 古典劇場（Antique Theatre）

## 交通
- オフリド空港（en:Ohrid St. Paul the Apostle Airport）

## 姉妹都市
- ピラン、スロヴェニア
- ウロンゴン、オーストラリア
- ブドヴァ、モンテネグロ
- カトヴァイク、オランダ
- ヴィンコヴツィ、クロアチア
- ゼムン、セルビア

- プロヴディフ、ブルガリア
- 大連、中華人民共和国
- ウィンザー、カナダ
- ポグラデツ、アルバニア
- クラグイェヴァツ、セルビア
- ヴェリコ・タルノヴォ、ブルガリア

- ヤルタ、ウクライナ